# Yuko Yaegashi-Ota
Yuko Yaegashi-Ota (jap. 太田 裕子 Yaegashi-Ota Yuko; * 26. April 1957) ist eine ehemalige japanische Eisschnellläuferin.

## Werdegang
Yaegashi-Ota wurde im Jahr 1974 japanische Juniorenmeisterin im Kleinen Vierkampf und errang im folgenden Jahr bei der Sprintweltmeisterschaft in Göteborg den 18. Platz im Sprint-Mehrkampf. In der Saison 1975/76 kam sie bei der Sprintweltmeisterschaft 1976 in Berlin auf den 15. Platz im Sprint-Mehrkampf und bei den Olympischen Winterspielen 1976 in Innsbruck auf den 24. Platz über 1500 m, auf den 20. Rang über 1000 m sowie auf den 19. Platz über 3000 m. Im folgenden Jahr lief sie bei den Juniorenweltmeisterschaften in Inzell auf den 12. Platz und bei der Sprintweltmeisterschaft in Alkmaar auf den 20. Rang im Sprint-Mehrkampf. Im Januar 1978 wurde sie japanische Meisterin im Kleinen Vierkampf. In der Saison 1978/79 errang sie bei der Mehrkampfweltmeisterschaft 1979 in Den Haag den 14. Platz im Kleinen Vierkampf und bei der Sprintweltmeisterschaft 1979 in Inzell den 20. Platz im Sprint-Mehrkampf. In ihrer letzten aktiven Saison 1979/80 belegte sie bei der Mehrkampfweltmeisterschaft 1980 in Hamar den 16. Platz im Kleinen Vierkampf, bei der Sprintweltmeisterschaft 1980 in West Allis den 18. Rang im Sprint-Mehrkampf und bei den Olympischen Winterspielen 1980 in Lake Placid jeweils den 25. Platz über 1000 m und 3000 m sowie den 23. Rang über 1500 m.

## Erfolge

### Olympische Spiele
- 1976 Innsbruck: 19. Platz 3000 m, 20. Platz 1000 m, 24. Platz 1500 m
- 1980 Lake Placid: 23. Platz 1500 m, 25. Platz 1000 m, 25. Platz 3000 m

### Mehrkampf-Weltmeisterschaften
- 1976 Gjøvik: 24. Platz Kleiner Vierkampf
- 1978 Helsinki: 22. Platz Kleiner Vierkampf
- 1979 Den Haag: 14. Platz Kleiner Vierkampf
- 1980 Hamar: 16. Platz Kleiner Vierkampf

### Sprint-Weltmeisterschaften
- 1975 Göteborg: 18. Platz Sprint-Mehrkampf
- 1976 Berlin: 15. Platz Sprint-Mehrkampf
- 1977 Alkmaar: 20. Platz Sprint-Mehrkampf
- 1979 Inzell: 20. Platz Sprint-Mehrkampf
- 1980 West-Allis: 18. Platz Sprint-Mehrkampf

## Persönliche Bestzeiten
| Disziplin | Zeit        | Datum            | Ort       |
| --------- | ----------- | ---------------- | --------- |
| 500 m     | 43,73 s     | 1. März 1979     | Inzell    |
| 1000 m    | 1:26,28 min | 20. Januar 1980  | Davos     |
| 1500 m    | 2:12,64 min | 19. Januar 1980  | Davos     |
| 3000 m    | 4:45,64 min | 7. Dezember 1979 | Matsumoto |